# 務台俊介
務台 俊介（むたい しゅんすけ、1956年〈昭和31年〉7月3日 - ）は、日本の総務官僚、政治家、行政学者。自由民主党所属の元衆議院議員（4期）。
神奈川大学法学部自治行政学科教授、環境副大臣、内閣府副大臣、内閣府大臣政務官、復興大臣政務官、衆議院環境委員長等を歴任した。戸籍上の表記は務䑓 俊介。

## 来歴

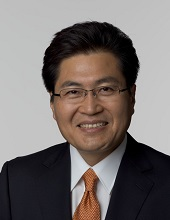
2008年撮影

長野県南安曇郡三郷村（現・安曇野市）出身。父・丈彦は教師で、梓川中学校長を退職後は豊科近代美術館長などを務めた。
長野県松本深志高等学校を経て、1980年に東京大学法学部（西尾勝ゼミ）を卒業し、旧自治省入省（財政局準公営企業室兼大臣官房総務課）。入省後は旧自治省勤務のほか、広島県地域整備課、外務省経済協力局などを経て1985年4月群馬県総務部行政管理課長、1986年4月群馬県企画部地域振興課長、1988年群馬県総務部財政課長、1990年自治省行政局公務員部福利課長補佐、1992年自治省財政局調整室長補佐、1993年7月自治省税務局府県税課課長補佐、1994年4月自治省税務局企画課課長補佐、1995年1月自治省税務局企画課理事官、6月自治省大臣官房総務課理事官、1997年茨城県総務部次長、1998年茨城県総務部長、2000年自治省大臣官房企画官兼総理府地方分権推進委員会事務局参事官、2001年消防庁防災課長、安全保障会議事務局参事官、2004年総務省自治財政局調整課長に就任。
2006年、総務省大臣官房参事官に就任。同年春、弁護士の永田恒治が代表を務める新長野県政連絡協議会からこの年の長野県知事選挙への出馬を要請されるが固辞した。
2007年、財団法人自治体国際化協会ロンドン事務所長などを務め、2008年退官。
2009年8月30日の第45回衆議院議員総選挙で長野2区より自由民主党公認・公明党推薦で立候補するも、現職の下条みつ（民主党公認・国民新党推薦）に大差で敗れ、落選。
2010年4月より神奈川大学法学部自治行政学科教授（その後退職）。
2012年12月16日の第46回衆議院議員総選挙に、再度長野2区より自民党公認・公明党推薦で立候補し、前回敗れた下条らを破り初当選。
2014年12月14日の第47回衆議院議員総選挙で長野2区で再選（2期目）。2016年8月から第3次安倍第2次改造内閣で内閣府大臣政務官（海洋政策・領土問題、行政改革、規制改革、消費者・食品安全、死因究明等）兼復興大臣政務官を務めた。
2017年10月22日の第48回衆議院議員総選挙で、長野2区で下条みつに敗れたが比例北陸信越ブロックで当選（3期目）。
2021年3月に自民党有志が設立した「選択的夫婦別氏制度を早期に実現する議員連盟」に参加し、同連盟の幹事に就任した。
同年10月31日、第49回衆議院議員総選挙で再び、立憲民主党から出馬した下条に敗れるも比例復活で4選。
2024年9月12日、自民党総裁選挙が告示され、9人が立候補した。務台は同じ麻生派の河野太郎ではなく、小林鷹之の推薦人に名を連ねた。投票日前日の9月26日夜、麻生派幹部6人は都内のホテルに集まり、決選投票に高市早苗が残った場合は高市を支持する方針を決定した。会長の麻生太郎はさらに踏み込み、河野などの陣営に入っていた派閥メンバーに対し、側近議員を通じて「1回目の投票から高市に入れろ」と指示を飛ばした。同日22時半頃、産経新聞は、麻生が1回目の投票から高市を支援するよう自派閥の議員に指示を出したことをスクープした。9月27日総裁選執行。麻生は昼頃まで、自派閥で他候補の推薦人に名を連ねる議員にまで電話をかけ「1回目から高市で頼む」と訴えた。高市は1回目の議員投票で、報道各社の事前調査での30～40票を大きく上回る72票を獲得した。党員数と合わせた得票数は1位だったが、決選投票で石破茂に敗れた。務台は1回目は小林に投票し、決選投票については、中日新聞の取材に対し、投票先を公表しなかった。
同年10月27日、第50回衆議院議員総選挙で下条に敗れ、比例復活もならず落選。同年12月8日に松本市内で開いた選対の解散式で次期衆院選の不出馬を表明。政治活動については今後も継続して行なう事も併せて表明をした。

## 政策・主張

### 憲法
- 憲法改正について、2012年の毎日新聞社のアンケートで「賛成」と回答[25]。2014年の朝日新聞社のアンケートで「賛成」と回答[26]。2017年の朝日新聞社のアンケートで「どちらとも言えない」と回答[27]。

- 9条改憲について、2014年の毎日新聞社のアンケートで「賛成」と回答[28]。2017年の毎日新聞社のアンケートで「改正して、自衛隊の役割や限界を明記すべき」と回答[29]。

- 2014年7月1日、政府は従来の憲法解釈を変更し、集団的自衛権の行使を容認することを閣議で決定[30]。この閣議決定を評価するかとの問いに対し、同年の朝日新聞社のアンケートで「大いに評価する」と回答[26]。集団的自衛権の行使に賛成かとの問いに対し、同年の毎日新聞社のアンケートで「賛成」と回答[28]。

### 外交・安全保障
- 普天間基地の移設問題について、2012年の毎日新聞社のアンケートで「名護市辺野古に移設すべき」と回答[25]。

- 「政府が尖閣諸島を国有化したことを評価するか」との問いに対し、2012年の毎日新聞社のアンケートで「評価する」と回答[25]。

- 従軍慰安婦に対する旧日本軍の関与を認めた「河野談話」の見直し議論について、2014年の毎日新聞社のアンケートで「見直すべき」と回答[28]。

- 安全保障関連法の成立について、2017年のアンケートで「評価する」と回答[27]。

### その他
- 選択的夫婦別姓制度の導入について、2017年のアンケートで「どちらかと言えば反対」と回答[27]。

- 同性婚を可能とする法改正について、2017年のアンケートで「どちらかと言えば反対」と回答[27]。

- 「原子力発電所は日本に必要だと思うか」との問いに対し、2014年の毎日新聞社のアンケートで「必要」と回答[28]。

- アベノミクスについて、2014年、2017年の毎日新聞社のアンケートで「評価する」と回答[28][29]。

- 首相の靖国神社参拝について、2014年、2017年のアンケートで「どちらとも言えない」と回答[26][27]。

- 安倍内閣による森友学園問題・加計学園問題への対応について、2017年のアンケートで「どちらとも言えない」と回答[27]。

- 「ドナルド・トランプ大統領を信頼できるか」との問いに対し、2017年の毎日新聞社のアンケートで「信頼できる」と回答[29]。

- 受動喫煙防止を目的に飲食店などの建物内を原則禁煙とする健康増進法改正に賛成[31]。

## 人物

### 旧統一教会との関係
ジャーナリストの鈴木エイトが作成した「旧統一教会関連団体と関係があった現職国会議員168人」によれば、旧統一教会関連団体との関係について、2016年8月に教団系の自転車イベント「安曇野市堀金ピースロード」の出発式に参加し、2世ライダーを激励していたとされる。

## 不祥事・批判
- 2016年3月17日、国会内で開かれた「行き過ぎた東京一極集中を打破する議員連盟」の会合で人口の集中する首都圏で待機児童対策が問題となっていることに関し、「東京をすべて便利にすると、ますます東京に来て子育てしようとなる。ある程度、東京に行くとコストがかかり不便だ、としない限り駄目だ」などと述べた[33]。

### 被災地でおんぶ
- 2016年9月10日、内閣府大臣政務官兼復興大臣政務官として同月1日に岩手県岩泉町（台風10号の被災地）へ被害調査に訪れた際、被災現場の水たまりをおんぶされて渡っていたとし、謝罪した[34]。同月12日には「不適切だったと猛省している」とし、長靴を持参しなかったことについても「大いに反省している」と述べた[35]。
- その約半年後となる2017年3月8日に開催された政治資金パーティーで、「『長靴事件』があったものですから、その後、政府の方で、各省で政府が持つ長靴がえらい整備されたと聞いている。たぶん、長靴業界はこれでだいぶもうかったのではないか。きょうは、パーティーには長靴業界の人は呼んでいません」と発言し、菅義偉内閣官房長官から不適切であるとして厳重注意を受けた[36]。翌9日に内閣府政務官の辞表を提出し[37]、翌10日付で辞任となった（後任は長坂康正）[38]。

### 政治資金規正法違反疑惑
- 務台の資金管理団体「地域政策研究会」は、2022年の政治資金収支報告書に政治資金パーティーなどの「会費」として、所属する麻生派に180万円を支出したと記載した[39]。しかし「地域政策研究会」の会計責任者によると、正しくは「寄付」だったということで、2023年11月27日、総務省に届け出て内容を訂正した。会計責任者は「事務的なミスで、寄付用の口座ではなく、売り上げ用の口座に誤って送金してしまった。今後は、政治団体の間で確認するようにしたい」と話した[39]。
- 務台と自見英子とがそれぞれ代表を務める政治団体が2022年、所属派閥の政治資金パーティーの「会費」として政治資金規正法の上限150万円を超える金額を支出したなどとして、神戸学院大の上脇博之教授が2023年11月、政治資金規正法違反の疑いで両団体の会計責任者らに対する告発状を東京地検に送付したことが分かった[40]。

## 宗教
- 松本市内の仏教系[41]の宗教団体の月例会に定期的に訪問している[42]。

## 選挙歴
| 当落 | 選挙                   | 執行日         | 年齢 | 選挙区      | 政党       | 得票数    | 得票率 | 定数 | 得票順位 /候補者数 | 政党内比例順位 /政党当選者数 |
| ---- | ---------------------- | -------------- | ---- | ----------- | ---------- | --------- | ------ | ---- | ------------------ | ---------------------------- |
| 落   | 第45回衆議院議員総選挙 | 2009年08月30日 | 53   | 長野県第2区 | 自由民主党 | 7万9267票 | 27.92% | 1    | 2/6                | 10/4                         |
| 当   | 第46回衆議院議員総選挙 | 2012年12月16日 | 56   | 長野県第2区 | 自由民主党 | 9万3092票 | 39.49% | 1    | 1/5                | /                            |
| 当   | 第47回衆議院議員総選挙 | 2014年12月14日 | 58   | 長野県第2区 | 自由民主党 | 7万5718票 | 37.02% | 1    | 1/4                | /                            |
| 比当 | 第48回衆議院議員総選挙 | 2017年10月22日 | 61   | 長野県第2区 | 自由民主党 | 6万7210票 | 30.43% | 1    | 2/4                | 4/5                          |
| 比当 | 第49回衆議院議員総選挙 | 2021年10月31日 | 65   | 長野県第2区 | 自由民主党 | 6万5008票 | 32.32% | 1    | 2/3                | 6/6                          |
| 落   | 第50回衆議院議員総選挙 | 2024年10月27日 | 68   | 長野県第2区 | 自由民主党 | 5万4265票 | 26.61% | 1    | 2/3                | 7/4                          |

## 著書
- 『続・地域再生のヒント-東日本大震災の教訓を活かす』 2012年 ぎょうせい ISBN 978-4-324-09438-9
- 『地域再生のヒント-現場にある潜在能力を引き出す』 2010年 ぎょうせい ISBN 978-4-324-09082-4
- 『日本再生のキーワード —欧州に見る地域の力』 2009年 イマジン出版 ISBN 978-4-87299-504-6
- 『政策課題と地方財政 (シリーズ 地方税財政の構造改革と運営)』 2007年 ぎょうせい ISBN 978-4324080481
- 『三位一体改革と地方税財政―到達点と今後の課題』 2006年 学陽書房 ISBN 978-4313120440
- 『高めよ!防災力―「いざ」に備えて「いま」やるべきこと』 2004年 ぎょうせい ISBN 978-4324073865
- 『有事から住民を守る―自治体と国民保護法制』 2004年 東京法令出版 ISBN 978-4809021824
- 『どうなる地方税財源―分権委最終報告から見た地方税財源充実の視点』 2002年 ぎょうせい ISBN 978-4324068496
- 『地方独自税源探索記―茨城県の核燃料等取扱税が生まれるまで』 1999年 ぎょうせい ISBN 978-4324059432
- 『地方消費税の理論と仕組み』 1995年 地方財務協会
- 『自治体財政基盤の確立』 1995年 ぎょうせい

### 編著
- 古屋圭司、石田真敏、務台俊介編著 『“消防団基本法”を読み解く』 2015年 近代消防社 ISBN 978-4-421-00864-7
- レオ・ボスナー、小池貞利、熊丸由布治著 務台俊介編著 『3.11以後の日本の危機管理を問う』 2013年 晃洋書房 ISBN 978-4-7710-2420-5

### 監修
- 衛藤征士郎、丸川珠代、務台俊介監修 『いま「山の日」制定－山の日」祝日化の論点』 2014年 書苑新社 ISBN 978-4-88375-171-6

## 所属団体・議員連盟
- 自由民主党受動喫煙防止議員連盟（幹事）[43]
- 自由民主党消防議員連盟 地域総合防災力整備促進法制定に関するPT（事務局長）[43]
- 自由民主党介護福祉議員連盟（事務局次長）[43]
- 自転車活用推進議員連盟 （事務局次長兼自転車活用PT座長代理）[43]
- 合併算定替終了後の新たな財政支援措置を実現する議員連盟（事務局次長）[43]
- 日本の尊厳と国益を護る会（幹事）[44]
- 日本の未来を考える勉強会[45]
- TPP交渉における国益を守り抜く会
- 選択的夫婦別氏制度を早期に実現する議員連盟（幹事）
- 日朝国交正常化推進議員連盟（事務局長次長）[46]
- 國酒を愛する議員の会[47]
- 人権外交を超党派で考える議員連盟 [48]

## むたい俊介君を励ます会
- 松森浩士 - 武田薬品工業の合弁「武田テバファーマ」代表取締役社長兼CEO。務台の長野県松本深志高等学校の同級生で、「むたい俊介君を励ます会」発起人を務める[49]
- 熊谷信太郎 - 「熊谷綜合法律事務所」所長（弁護士）。松森と同じく、務台の松本深志高校の同級生で、「むたい俊介君を励ます会」発起人を務める[49]